# 飛行検査用航空機

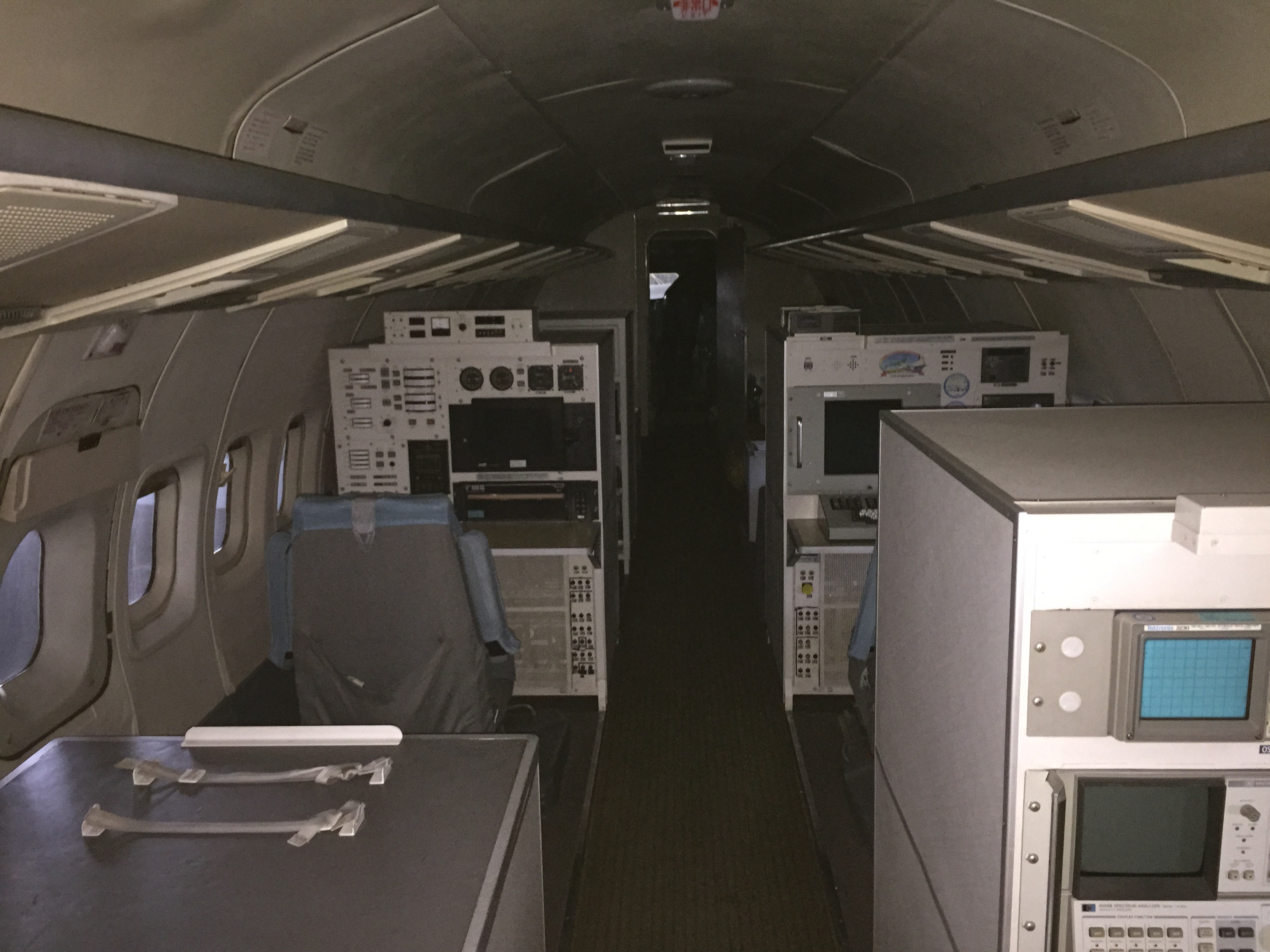
YS-11(国籍記号JA8709、現在はN462AL)に搭載されている飛行検査機器

飛行検査用航空機（ひこうけんさようこうくうき、Flight Inspection Aircraft）とは、 航空機の航行の安全のために利用される航空保安施設、航空交通管制施設および航空管制通信施設の機能を、実際に飛行して検査するために使用される航空機である。

## 飛行検査

### 概要

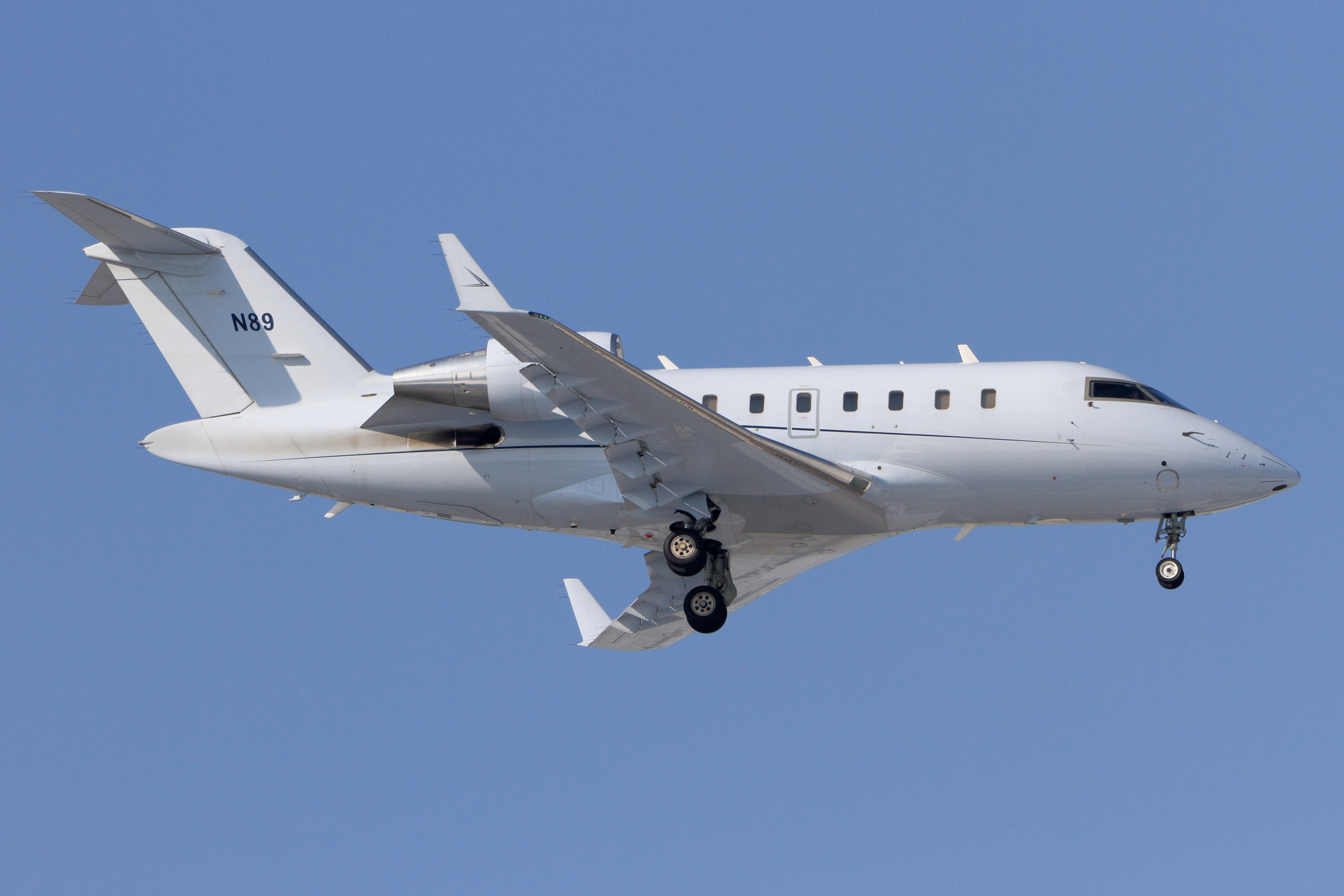
三沢飛行場で飛行検査を行なう連邦航空局の飛行検査用航空機

飛行検査（ひこうけんさ、Flight Inspection）とは、日本の国土交通省によると、以下のような業務を指す。
1. 航空保安施設等の機能あるいは航空路等について定期的に行う検査
2. 施設を新設した場合、運用開始に先立って行う検査
3. 施設に重要な変更があった場合、または重大な故障が発生しその運用を再開する場合等に行う検査
4. 飛行場及び航空保安施設等の設置、航空路の指定及び航空機の離陸又は着陸のための飛行の方式の設定及びその他航空機の航行の安全に関する検査又は調査

## 日本
日本では、国土交通省航空局交通管制部運用課及び航空自衛隊航空支援集団傘下の飛行点検隊が運用している。

### 拠点及びミッション
- 国土交通省航空局
  - 全国各地に配置されている航空保安施設や、空港及び航空路などに設定される飛行方式等の検査を行う。業務開始以来、羽田空港を拠点としてきたが、2015年に中部国際空港に設置された飛行検査センターに移転した[2]。
  - 機体は白色の塗装であるためドクターイエローになぞらえ「ドクターホワイト」とも呼ばれる。コールサインは「チェックスター」[3]。
- 自衛隊
  - 入間基地に所在する飛行点検隊 が全国各地に所在する自衛隊が管理する航空保安施設や飛行場などにかかる飛行検査を行っている。コールサインは「トライヤー」。

### 使用機種
- 国土交通省

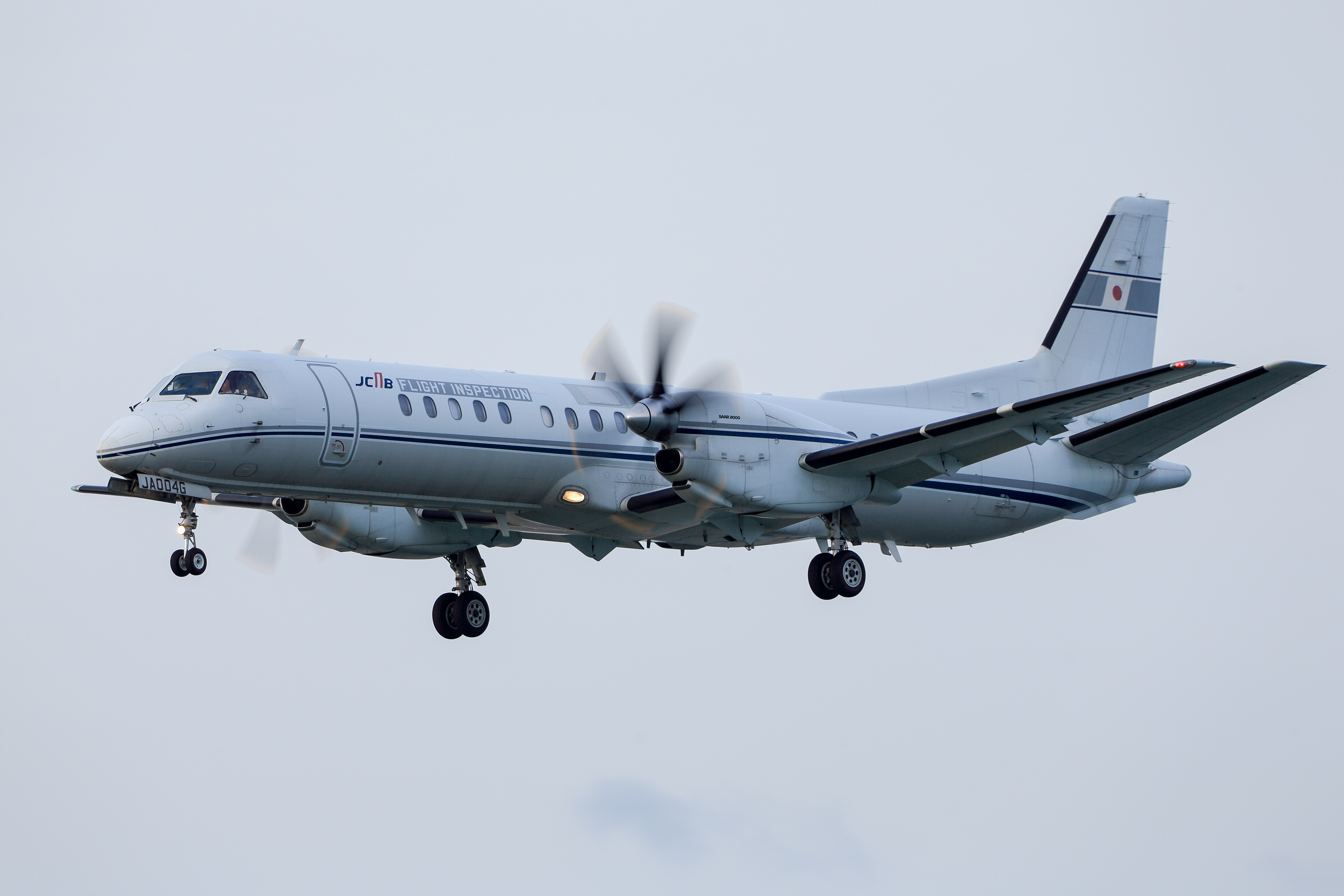
飛行検査中の国土交通省航空局JA004G

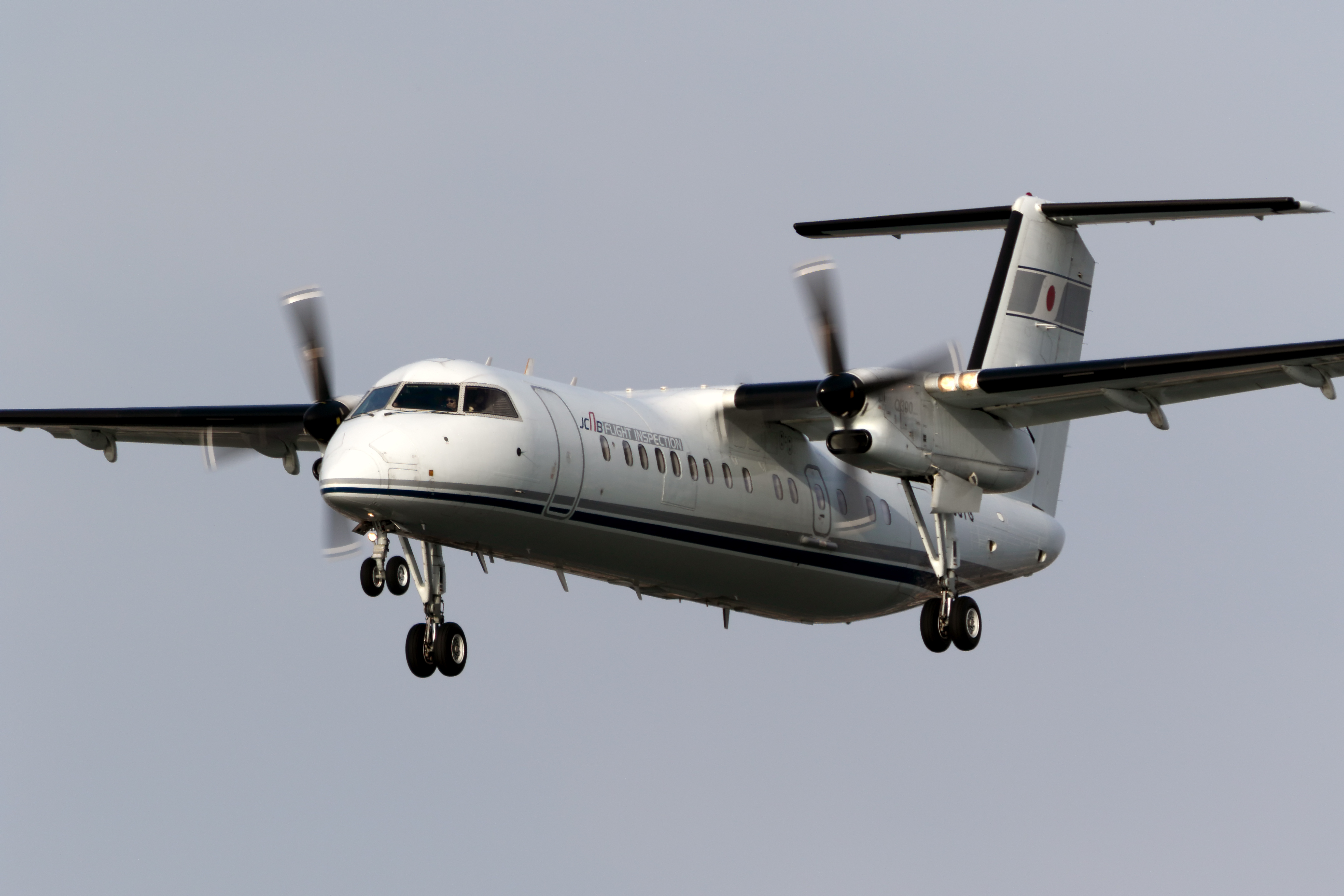
国土交通省航空局JA007G

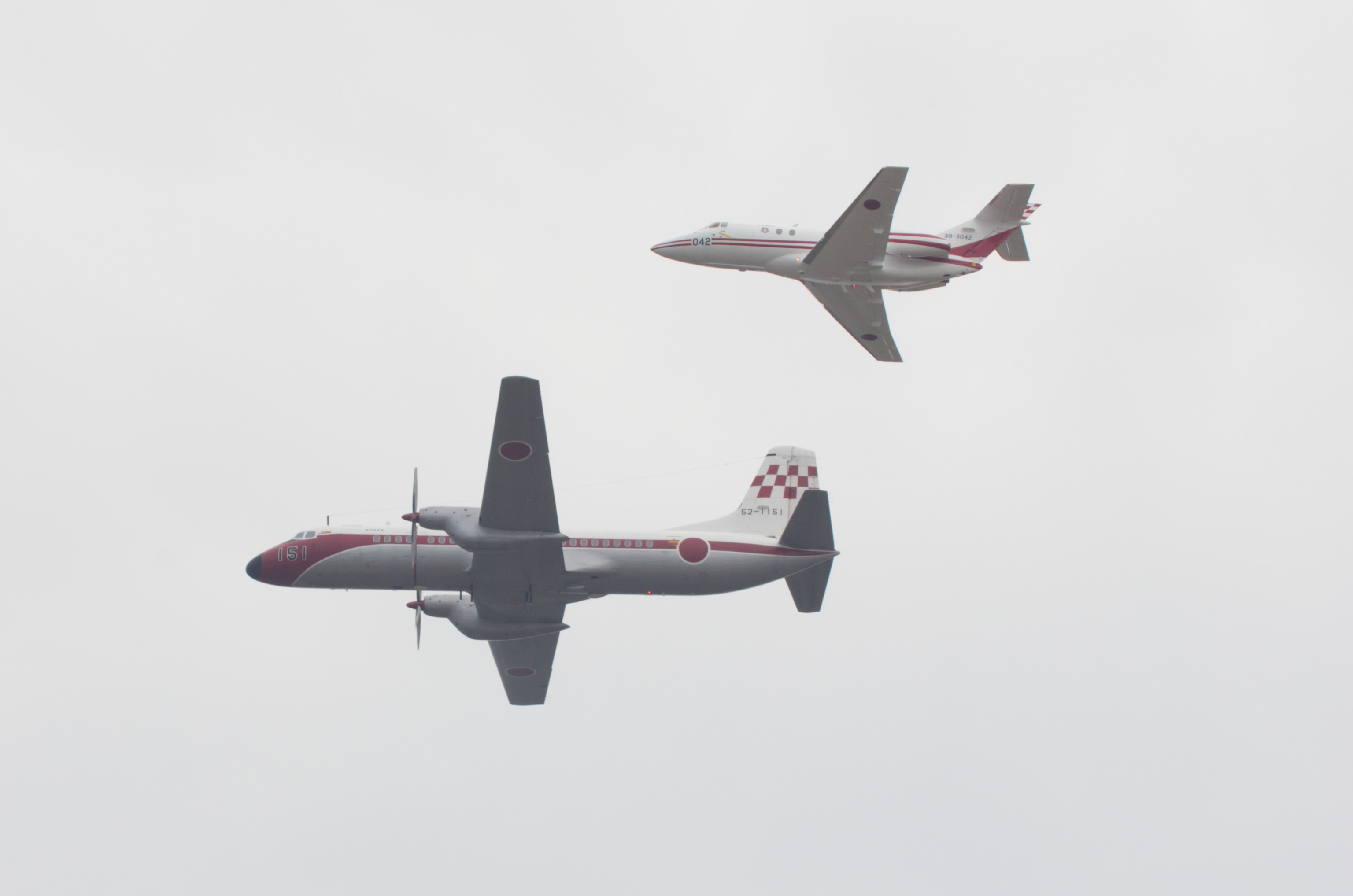
航空自衛隊航空支援集団飛行点検隊のYS-11(左)とU-125(右)

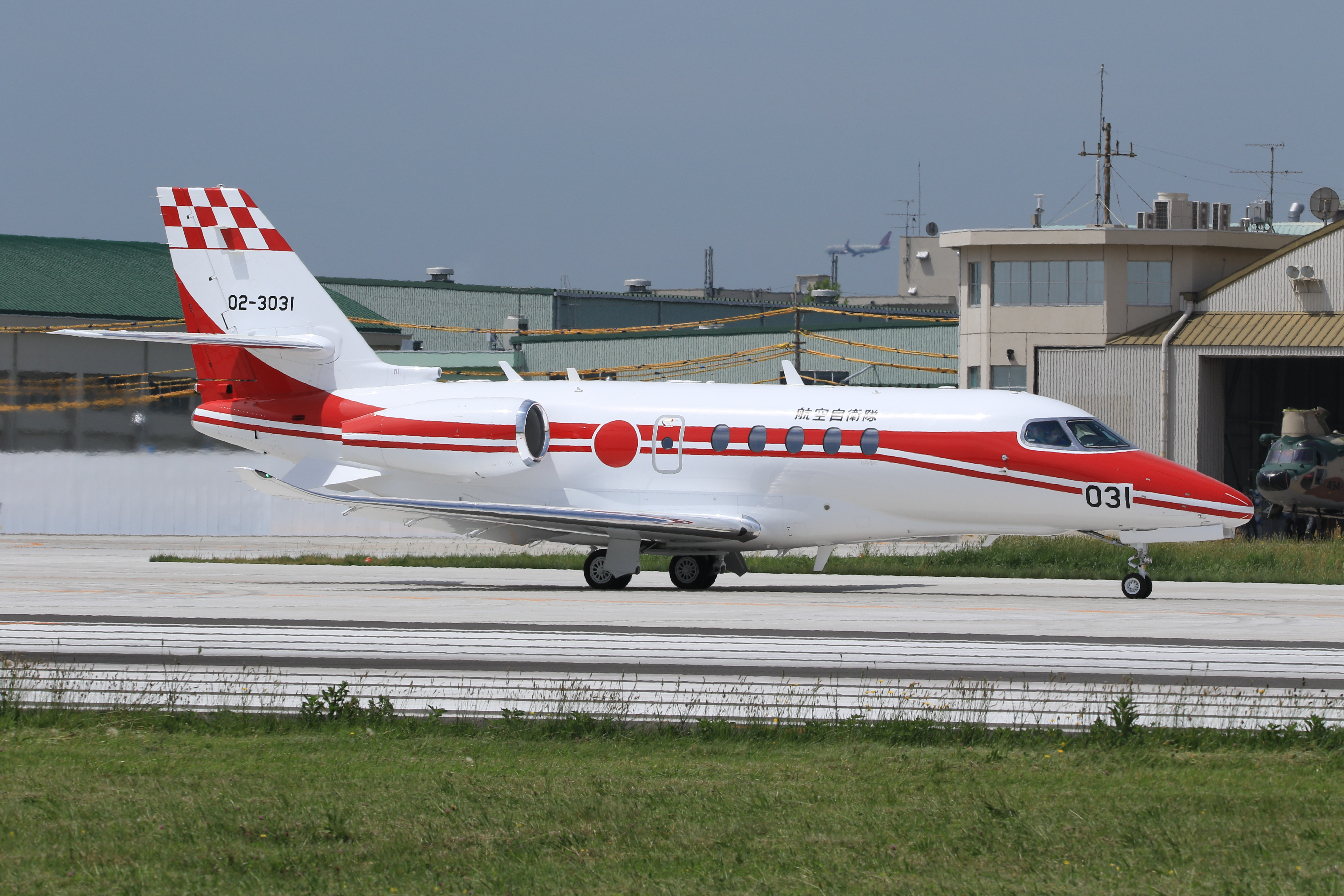
航空自衛隊飛行点検隊のU-680A

  - ガルフストリーム IV （2機 JA001G / JA002G ） - 高々度検査用に使用されていたが、2018年11月にJA001Gが登録抹消されすべてのガルフストリームが退役した[4]。
  - ボンバルディアBD-700 グローバル・エクスプレス （2機 JA005G / JA006G ） - 低・中高度検査用 ※2017年3月30日に2機とも登録抹消 航空局の飛行検査機 ボンバルディアBD-700 グローバルエクスプレス(JA005G)

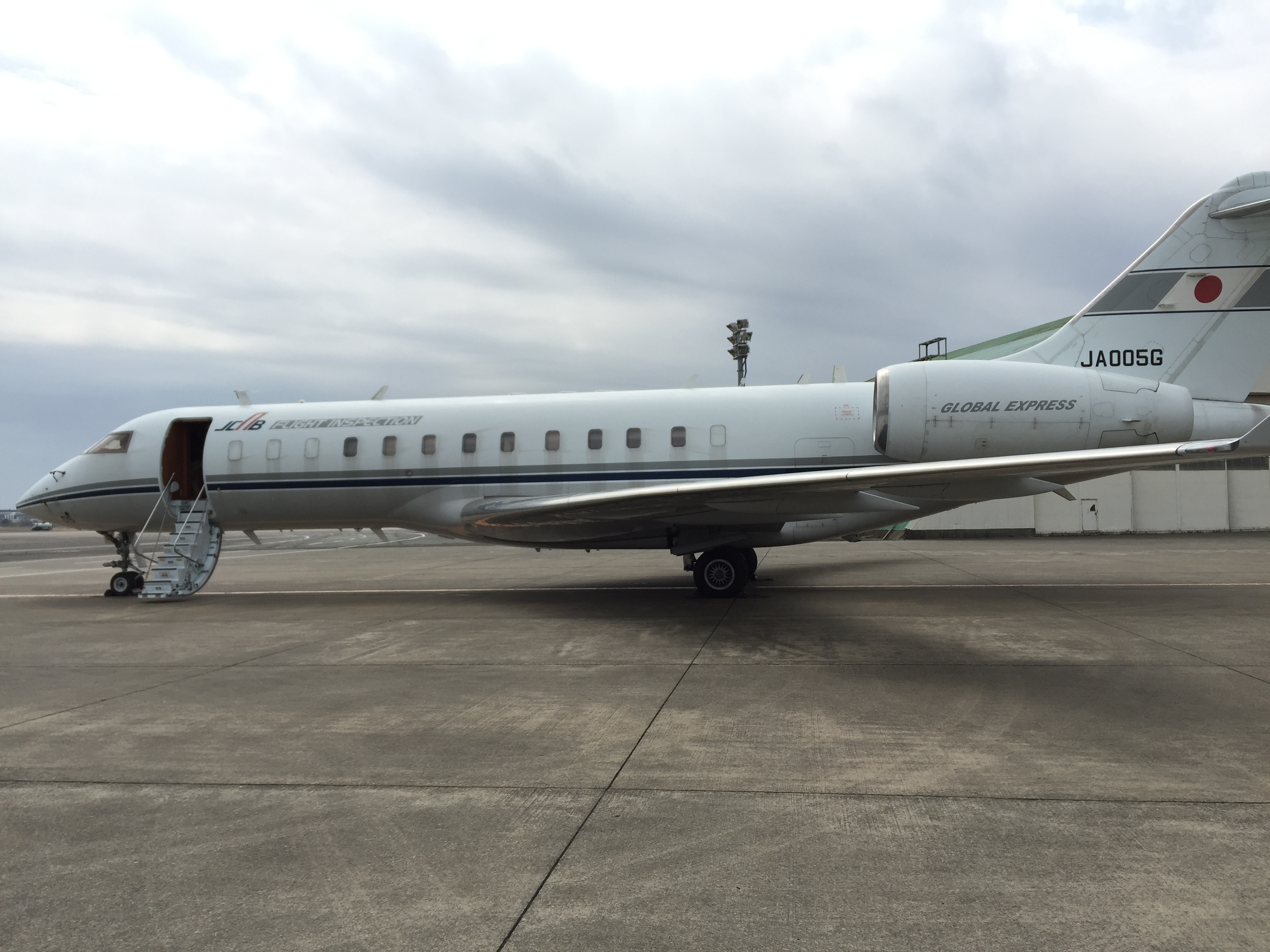
航空局の飛行検査機 ボンバルディアBD-700 グローバルエクスプレス(JA005G)

  - ボンバルディアDHC-8-300 （1機 JA007G ）－ 低・中高度検査用
  - サーブ 2000 （2機 JA003G / JA004G ） - 低・中高度検査用　※2019年9月4日に2機とも登録抹消[5]
  - サイテーションCJ4（525C） （5機 JA008G / JA009G / JA010G / JA011G / JA012G ）[6]
  - サイテーション・ロンジチュード（700）（1機  JA701G）[7]

| 機体記号 | 型式                   | 用途 | 備考 |
| -------- | ---------------------- | ---- | ---- |
| JA008G   | 525C Citation CJ4      |      |      |
| JA009G   | 525C Citation CJ4      |      |      |
| JA010G   | 525C Citation CJ4      |      |      |
| JA011G   | 525C Citation CJ4      |      |      |
| JA012G   | 525C Citation CJ4      |      |      |
| JA701G   | 700 Citation Longitude |      |      |

- 自衛隊
  - U-125（原型機BAe125。　現在「ホーカー 800」と呼ばれている。）[8]
  - U-680A（原型機サイテーション680A）[9][10]（2017年度予算および2017年度補正予算）
    - YS-11FCの後継およびU-125の事故損耗補充として調達。2機が2020年3月21日に入間基地に到着。3機目が2021年1月20日に入間基地に到着した[11][12]。